# Gąbczak piankowy

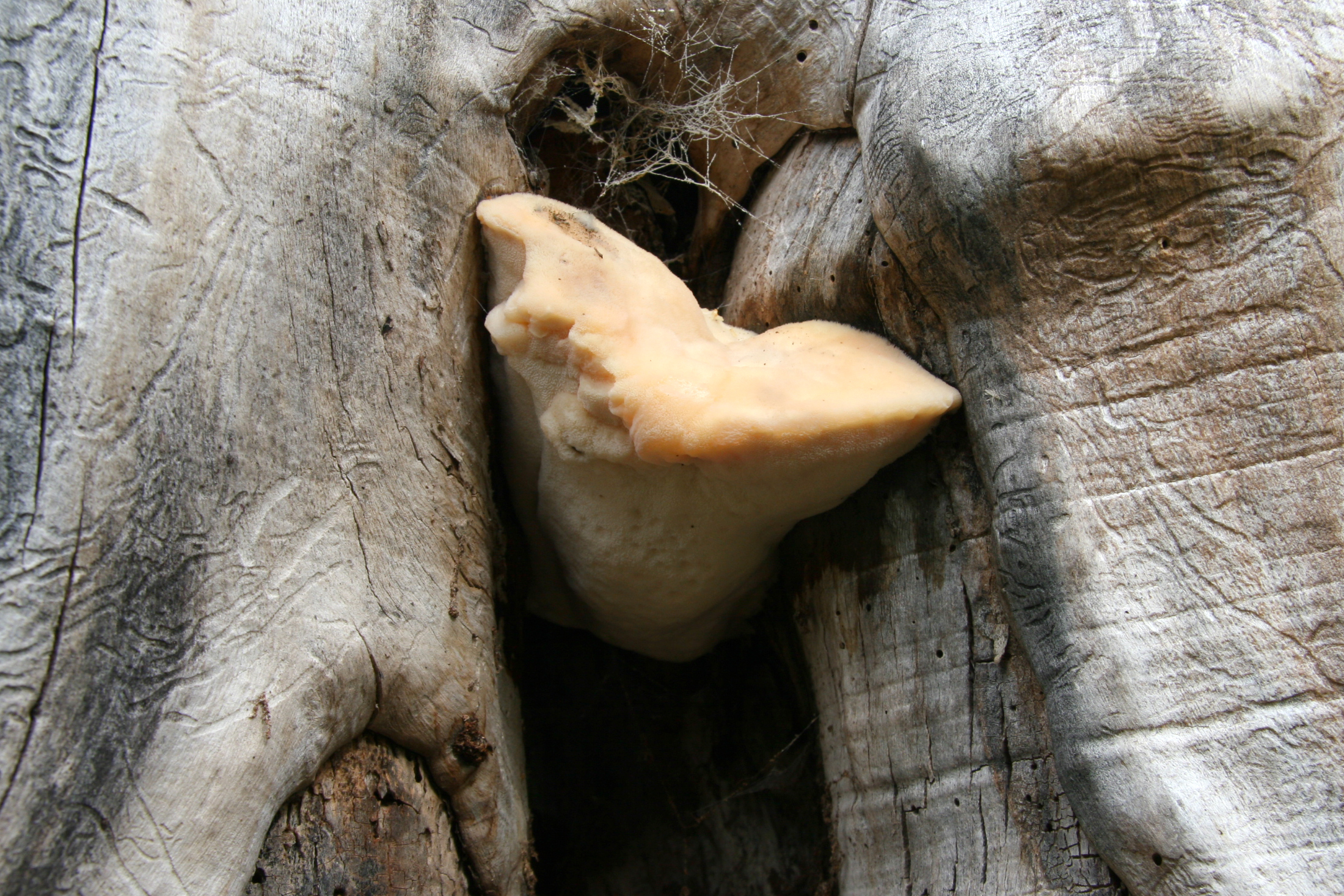

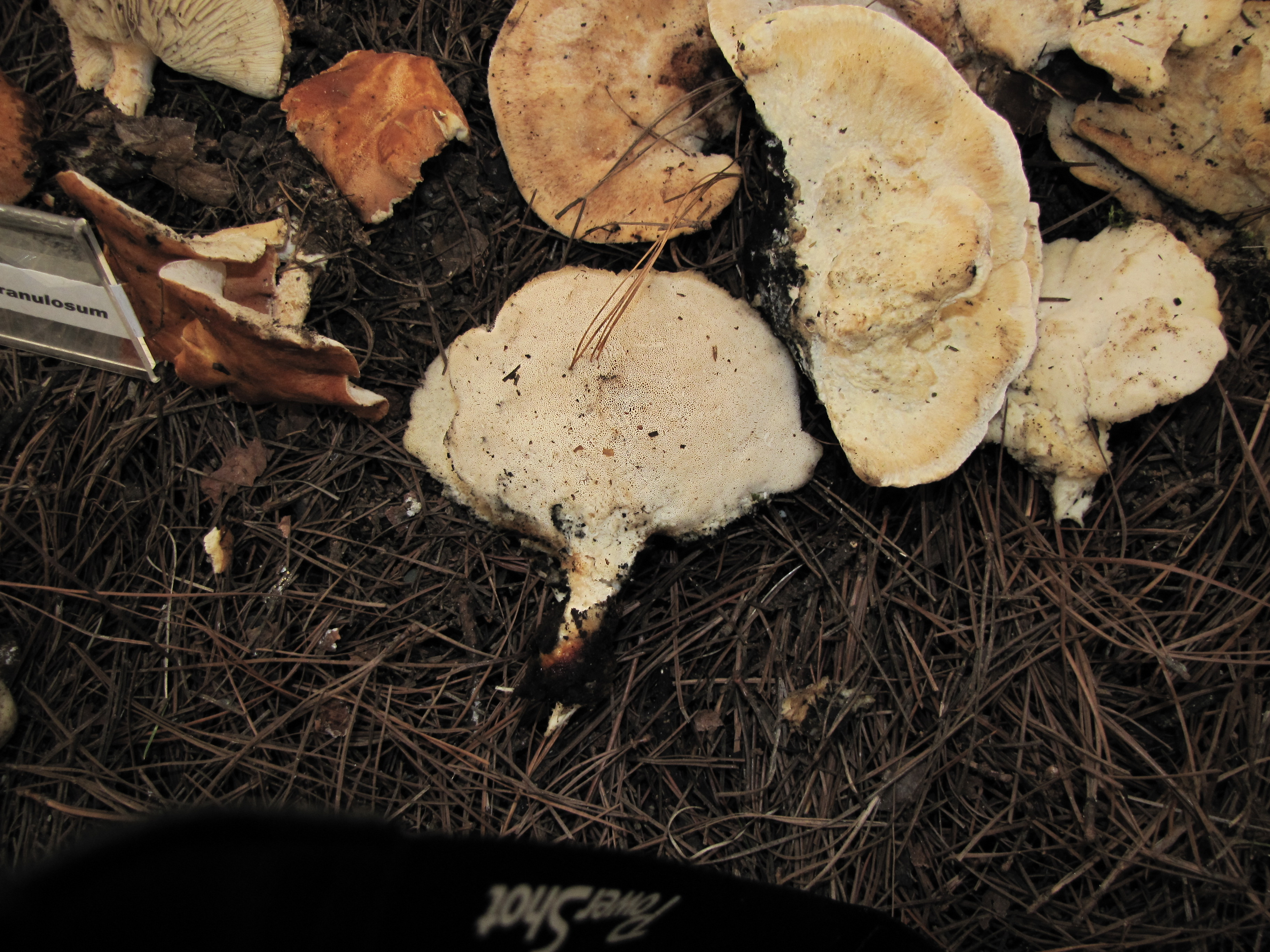
Hymenofor

Gąbczak piankowy (Sarcodontia spumea (Sowerby) Spirin) – gatunek grzybów należący do rodziny strocznikowatych (Meruliaceae).

## Systematyka i nazewnictwo
Pozycja w klasyfikacji według Index Fungorum: Sarcodontia, Meruliaceae, Polyporales, Incertae sedis, Agaricomycetes, Agaricomycotina, Basidiomycota, Fungi.
Po raz pierwszy takson ten zdiagnozował w 1799 roku James Sowerby nadając mu nazwę Boletus spumeus. Później zaliczany był do różnych innych rodzajów w randze gatunku lub odmiany. Obecną, uznaną przez Index Fungorum nazwę nadał mu w roku 2001 Wiaczesław Spirin. Niektóre synonimy naukowe:

- Bjerkandera spumea (Sowerby) P. Karst. 1882
- Boletus spumeus Sowerby 1799
- Inodermus spumeus (Sowerby) Quél. 1886
- Leptoporus foetidus (Velen.) Pilát 1938
- Leptoporus spumeus (Sowerby) Pilát 1938
- Polyporus foetidus Velen. 1927
- Polyporus occidentalis (Murrill) Sacc. & Trotter 1912
- Polyporus spumeus (Sowerby) Fr. 1821
- Polyporus spumeus (Sowerby) Fr. 1821, var. spumeus
- Polystictus spumeus (Sowerby) Bigeard & H. Guill. 1913
- Spongipellis foetidus (Velen.) Kotl. & Pouzar 1965
- Spongipellis occidentalis Murrill 1907
- Spongipellis spumeus (Sowerby) Pat. 1900
- Spongipellis spumeus var. mongolicus Murashk.
- Spongipellis spumeus (Sowerby) Pat. 1900, var. spumeus
- Tyromyces spumeus (Sowerby) Imazeki 1943
- Tyromyces spumeus (Sowerby) Imazeki 1943, var. spumeus[2].

Nazwa polska pojawiła się po raz pierwszy w pracy Stanisława Domańskiego i in. w 1967 r. Obecnie, po przeniesieniu tego gatunku do rodzaju Sarcodontia (kolcówka) jest ona niespójna z nazwą naukową.

## Morfologia
Owocnik jest jednoroczny, typu huba. Do podłoża przyrasta bokiem.
Kapelusz
Ma szerokość do 20 cm i grubość do 10 cm. Kształt półkulisty, poduszkowaty, lub konsolowaty. Wydłużona nasada tworzy rodzaj trzonu wrastającego w podłoże. Powierzchnia górna u młodych okazów jest kosmato-filcowata, u starszych szczeciniasto-włochata lub szorstka i pokryta z rzadka kępkami włosków. Barwa początkowo kremowobiała, potem coraz ciemniejsza; oliwkowobrązowa i ochowoszarą. Brzeg nieco pofalowany, tępy, u młodych okazów biały, potem żółtoochrowy, a po wyschnięciu oliwkowoszary.
Hymenofor
Rurkowy o barwie kremowobiałej. Rurki tworzą jedną tylko warstwę o grubości 1,5–5 cm. Ich ostrza są równe lub drobno ząbkowane. Pory o kształcie od okrągłego do kanciastego i średnicy 0,2–0,5 mm. Na jednym mm mieści się ich najczęściej 2–4, wyjątkowo 1-5.
Miąższ
Dwuwarstwowy. Górna warstwa ma grubość 0,5–1,5 cm i miąższ jest w niej gąbczasty i wodnisty, dolna warstwa ma grubość 2–3 cm i miąższ jest w niej włóknisty i bardziej twardy.
Cechy mikroskopowe
System strzępkowy monomityczny. Strzępki generatywne ze sprzążkami. Cechuje je heterotalizm. Strzępki w tramie mają szerokość 2–4,5 µm i nieco tylko pogrubione ściany (do 0,5 µm). Są bezbarwne i splecione, a ich sprzążki mają grubość 4–9 µm. Strzępki w kapeluszu mają szerokość 3–7 µm, gęstą i częściowo ziarnistą protoplazmę. W hymenium brak cystyd i innych płonnych elementów. Podstawki zgrubiałe, 4-sterygmowe, o rozmiarach 20–30 × 7–9 µm. Zarodniki o kształcie od szeroko elipsoidalnego do owalnego z zaostrzoną podstawą, bezbarwne, gładkie, nieamyloidalne i grubościenne. Mają rozmiar 6–8,5 × 4,5–6 µm.
Gatunki podobne
Jest kilka podobnych hub o białawym i mięsistym owocniku. Najbardziej podobny jest złotoporek niemiły (Aurantiporus fissilis). Najłatwiej odróżnić go po tym, że ma owocnik jednowarstwowy, w całości mięsisty. Drobnoporek mleczny (Postia tephroleuca) i drobnoporek gorzki (Postia stiptica) są także całkowicie mięsiste, mają ostre brzegi i wydzielają krople cieczy. Pospolity wrośniak anyżkowy rośnie głównie na wierzbach, ma większe pory i charakterystyczny zapach.

## Występowanie i siedlisko
Występuje tylko na półkuli północnej. Jego stanowiska zanotowano w Ameryce Północnej, Europie i Japonii W Polsce gatunek rzadki. Znajduje się na Czerwonej liście roślin i grzybów Polski. Ma status E – gatunek zagrożony wymarciem. Jego przeżycie jest mało prawdopodobne, jeśli nadal będą działać czynniki zagrożenia. Znajduje się na listach gatunków zagrożonych także w Austrii, Niemczech, Holandii, Litwie i Norwegii.
Rośnie na drzewach, zwłaszcza w parkach, alejach i przy drogach. Występuje głównie na drzewach liściastych, rzadziej iglastych. W Polsce notowany był na brzozach, topolach, jabłoni domowej, jesionach, kasztanowcach, orzechu włoskim.

## Znaczenie
Saprotrof i groźny pasożyt drzew. Rozwija się zarówno na martwych, jak i na żywych drzewach. Atakuje drzewa osłabione i doprowadza do powstawania w nich dziupli. Powoduje białą zgniliznę drewna. Ochrona drzew polega na profilaktyce – zabezpieczaniu ran środkami grzybobójczymi. Grzyb niejadalny.